# John Brooks
John Anthony Brooks, Jr. (Berlin, 1993. január 28. –) amerikai válogatott labdarúgó, jelenleg a VfL Wolfsburg játékosa.

## Pályafutása
Brooks egy amerikai katona fiaként született Chicagóban, de a német fővárosban, Berlinben nőtt fel. A helyi Hertha BSC képzeletbeli ranglistáján lépegetett egyre előrébb. Habár a 2010–11-es szezonban bemutatkozhatott a tartalékcsapatban, még másfél évig az U19-es csapatban kellett szerepelnie. Brooks a szezon után négy évre szóló profi szerződést kötött a Herthával, ezzel elutasítva a Bayern München érdeklődését. Majdnem a teljes 2011–12-es szezont a Hertha II-ben töltötte, csak kis időre játszott vissza az U19-esekhez. Ez idő alatt egyre magasabb lett, elérte a 193 centimétert. A Hertha 2012-ben kiesett a Bundesligából. Miután az előszezonban nagyon jól szerepeltek és több új játékos is érkezett, Brooks 2012 augusztusában, az első fordulóban bemutatkozott a Bundesliga 2-ben. Az élvonalban 2013. augusztus 10-én mutatkozott be, a Hertha 6–1-re verte az Eintracht Frankfurtot.

## Statisztika

### Góljai a válogatottban
|    | Időpont          | Helyszín                         | Ellenfél | Gólok | Eredmény | Kiírás                           |
| -- | ---------------- | -------------------------------- | -------- | ----- | -------- | -------------------------------- |
| 1. | 2014. június 16. | Arena das Dunas, Natal, Brazília | Ghána    | 2–1   | 2–1      | 2014-es labdarúgó-világbajnokság |

## Fordítás
Ez a szócikk részben vagy egészben  a   John Anthony Brooks című angol Wikipédia-szócikk fordításán alapul.  Az eredeti cikk szerkesztőit annak laptörténete sorolja fel. Ez a jelzés csupán a megfogalmazás eredetét és a szerzői jogokat jelzi, nem szolgál a cikkben szereplő információk forrásmegjelöléseként.